# Миодраг Гемовић
Миодраг Гемовић (Шабац, 25. децембар 1994) је српски фудбалер. Игра на позицији крилног нападача.

## Каријера
Гемовић је прошао млађе селекције шабачке Мачве, а за први тим овог клуба је дебитовао у сезони 2010/11. Четири сезоне је био у првом тиму Мачве, док се клуб такмичио у Српској лиги Запад, да би лета 2014. године потписао за суперлигаша Чукарички. За клуб са Бановог брда никада није заиграо у такмичарским утакмицама, већ је ишао на позајмице у београдске клубове Синђелић и Земун, са којима је наступао у Првој лиги Србије. Током зимског прелазног рока сезоне 2016/17. се вратио у Мачву. Клуб је на крају ове такмичарске године изборио пласман у Суперлигу Србије, па је Гемовић у највишем рангу дебитовао у сезони 2017/18.
У јуну 2019. године је потписао уговор са новосадском Војводином. У финалној утакмици Купа Србије за сезону 2019/20, Војводина је била боља од Партизана, после успешнијег извођења једанаестераца. Гемовић је био један од играча Војводине који су били прецизни у пенал серији. По окончању такмичарске 2020/21, Гемовић је напустио Војводину.

## Статистика

### Клупска
Ажурирано 6. јун 2021.
| Клуб                                   | Сезона   | Лига              | Лига    | Лига   | Национални куп | Национални куп | Европа  | Европа | Остало  | Остало | Укупно  | Укупно |
| Клуб                                   | Сезона   | Дивизија          | Наступа | Голова | Наступа        | Голова         | Наступа | Голова | Наступа | Голова | Наступа | Голова |
| -------------------------------------- | -------- | ----------------- | ------- | ------ | -------------- | -------------- | ------- | ------ | ------- | ------ | ------- | ------ |
|                                        |          |                   |         |        |                |                |         |        |         |        |         |        |
| Мачва Шабац                            | 2010/11. | Српска лига Запад | 3       | 1      | —              | —              | —       | —      | —       | —      | 3       | 1      |
| Мачва Шабац                            | 2011/12. | Српска лига Запад | 7       | 1      | —              | —              | —       | —      | —       | —      | 7       | 1      |
| Мачва Шабац                            | 2012/13. | Српска лига Запад | 7       | 1      | —              | —              | —       | —      | —       | —      | 7       | 1      |
| Мачва Шабац                            | 2013/14. | Српска лига Запад | 23      | 5      | —              | —              | —       | —      | —       | —      | 23      | 5      |
|                                        |          |                   |         |        |                |                |         |        |         |        |         |        |
| Чукарички                              | 2014/15. | Суперлига Србије  | —       | —      | —              | —              | —       | —      | —       | —      | —       | —      |
| Чукарички                              | 2015/16. | Суперлига Србије  | —       | —      | —              | —              | 0       | 0      | —       | —      | 0       | 0      |
| Чукарички                              | Укупно   | Укупно            | —       | —      | —              | —              | 0       | 0      | —       | —      | 0       | 0      |
|                                        |          |                   |         |        |                |                |         |        |         |        |         |        |
| Синђелић Београд (двојна регистрација) | 2014/15. | Прва лига Србије  | 25      | 4      | 0              | 0              | —       | —      | —       | —      | 25      | 4      |
|                                        |          |                   |         |        |                |                |         |        |         |        |         |        |
| Земун (позајмица)                      | 2015/16. | Прва лига Србије  | 27      | 3      | 0              | 0              | —       | —      | —       | —      | 27      | 3      |
|                                        |          |                   |         |        |                |                |         |        |         |        |         |        |
| Мачва Шабац                            | 2016/17. | Прва лига Србије  | 11      | 2      | —              | —              | —       | —      | —       | —      | 11      | 2      |
| Мачва Шабац                            | 2017/18. | Суперлига Србије  | 30      | 3      | 4              | 1              | —       | —      | —       | —      | 34      | 4      |
| Мачва Шабац                            | 2018/19. | Суперлига Србије  | 23      | 0      | 1              | 0              | —       | —      | —       | —      | 24      | 0      |
| Мачва Шабац                            | Укупно   | Укупно            | 104     | 13     | 5              | 1              | —       | —      | —       | —      | 109     | 0      |
|                                        |          |                   |         |        |                |                |         |        |         |        |         |        |
| Војводина                              | 2019/20. | Суперлига Србије  | 23      | 3      | 3              | 0              | —       | —      | —       | —      | 26      | 3      |
| Војводина                              | 2020/21. | Суперлига Србије  | 35      | 5      | 3              | 0              | 1       | 0      | —       | —      | 39      | 5      |
| Војводина                              | Укупно   | Укупно            | 58      | 8      | 6              | 0              | 1       | 0      | —       | —      | 65      | 8      |
|                                        |          |                   |         |        |                |                |         |        |         |        |         |        |
| Каријера                               | Каријера | Каријера          | 214     | 28     | 11             | 1              | 1       | 0      | —       | —      | 226     | 29     |
|                                        |          |                   |         |        |                |                |         |        |         |        |         |        |

## Успеси
Мачва Шабац
- Прва лига Србије : 2016/17.

Војводина
- Куп Србије : 2019/20.